# Brug 814
Brug 814 is een bouwkundig kunstwerk in Amsterdam-Zuid.
Deze vaste brug vormt de verbinding tussen Buitenveldert en het uiterste zuiden van Amsterdam, zijnde de Kalfjeslaan. Vanuit Buitenveldert leidt een voet- en fietspad met de straatnaam Nederhoven naar de brug, die vervolgens landt in het park 't Kleine Loopveld, waarna men over een dam met eventuele duiker op de Kalfjeslaan belandt. Vandaaruit kunnen voetgangers en fietsers Amstelveen in. De brug is ontworpen door Dirk Sterenberg, dan nog werkend voor de Dienst der Publieke Werken. De dienst moest in vrij korte tijd een aantal bruggen voor deze nieuwe wijk ontwerpen; deze brug lijkt dan ook sterk op de bruggen in het Gijsbrecht van Aemstelpark (zie brug 824), terug te vinden in overspanning, balusters en leuningen. Net als andere bruggen in Buitenveldert is de kleurvoering groen. Sterenberg zou uiteindelijke meer dan 150 bruggen voor de stad ontwerpen. De brug is opgebouwd uit een betonnen paalfundering met dito pijlers en liggers.
<<< · 801 · 802 · 803 · 804 · 805 · 808 · 811 · 812 · 813 · 814 · 815 · 816 · 817 · 818 · 819 · 820 · 821 · 822 · 823 · 824 · 825 · 826 · 827 · 828 · 829 · 830 · 831 · 832 · 833 · 834 · 835 · 836 · 837 · 838 · 839 · 840 · 841 · 842 · 844 · 845 · 846 · 848 · 849 · 850 ·  854 · 856 · 857 · 858 · 859 · 860 · 863 · 864 · 865 · 866 · 867 · 868 · 869 · 870 · 871 · 872 · 873 · 875 · 876 · 877 · 889 · 890 · 891 · 892 · 893 · 895 · 896 · 897 · 898 · 899 · >>>
Brugnummers 800, 806, 807, 809, 810, 843 (gesloopt, Uilenstede, Amstelveen), 847 (Uilenstede, Amstelveen) , 851 (gesloopt, Dirk Sterenberg), 852 (gesloopt, Dirk Sterenberg), 853 (gesloopt, Dirk Sterenberg), 855, 861, 862, 874, 878, 879, 880, 881, 882, 883, 884, 885, 886, 887, 888, 894 zijn niet (meer) vergeven.